# Campionati europei di ginnastica aerobica 2007
I Campionati europei di ginnastica aerobica 2007 sono stati la 5ª edizione della competizione organizzata dalla Unione Europea di Ginnastica.
Si sono svolti a Szombathely, in Ungheria, dal 18 al 25 novembre 2007.

## Medagliere
| Pos.   | Nazione  | Oro | Argento | Bronzo | Totale |
| ------ | -------- | --- | ------- | ------ | ------ |
| 1      | Romania  | 2   | 1       | 1      | 4      |
| 2      | Francia  | 1   | 2       | 2      | 5      |
| 3      | Russia   | 1   | 0       | 1      | 2      |
| 4      | Bulgaria | 1   | 0       | 0      | 1      |
| 5      | Italia   | 0   | 1       | 1      | 2      |
| 6      | Spagna   | 0   | 1       | 0      | 1      |
| Totale | Totale   | 5   | 5       | 5      | 15     |

## Podi
| Evento                | Oro            | Argento         | Bronzo          |
| Individuale maschile  | Mircea Zamfi   | Vito Iaia       | Julien Chaninet |
| Individuale femminile | Lili Yordanova | Elmira Dassaeva | Aurélie Joly    |
| Coppia mista          | Francia        | Romania         | Russia          |
| Trio                  | Romania        | Francia         | Italia          |
| Gruppo                | Russia         | Francia         | Romania         |